# Vezins, Maine-et-Loire
Vezins là một xã thuộc tỉnh Maine-et-Loire trong vùng Pays de la Loire phía tây nước Pháp. Xã này nằm ở khu vực có độ cao trung bình 140 mét trên mực nước biển.
Sông Èvre bắt nguồn ở xã này, 1,5 km về phía đông bắc thị trấn.

## Dân số
| 1962 | 1968 | 1975 | 1982 | 1990 | 1999 |
| ---- | ---- | ---- | ---- | ---- | ---- |
| 1005 | 1044 | 1073 | 1265 | 1394 | 1582 |

source: http://www.insee.fr/fr/ffc/docs_ffc/psdc.htm